# Лян Йон Гі
Лян Йон Гі (кор. 량용기, нар. 7 січня 1982, Осака) — північнокорейський футболіст, півзахисник клубу «Вегалта Сендай».
Виступав, зокрема, за клуб «Вегалта Сендай», а також національну збірну Північної Кореї.

## Клубна кар'єра
У дорослому футболі дебютував 2004 року виступами за команду клубу «Вегалта Сендай», кольори якої захищає й донині.

## Виступи за збірну
У 2008 році дебютував в офіційних матчах у складі національної збірної Північної Кореї. Наразі провів у формі головної команди країни 23 матчі, забивши 5 голів.
У складі збірної був учасником кубка Азії з футболу 2015 року в Австралії.

## Титули і досягнення
- Володар Кубка виклику АФК: 2010